# Кантонацо Сопра-Кантонацо Сото (Мантова)
Кантонацо Сопра-Кантонацо Сото је насеље у Италији у округу Мантова, региону Ломбардија.
Према процени из 2011. у насељу је живело 35 становника. Насеље се налази на надморској висини од 21 м.